# Diocesi di Shuoxian
La diocesi di Shuoxian (in latino: Dioecesis Scioceuvensis) è una sede della Chiesa cattolica in Cina suffraganea dell'arcidiocesi di Taiyuan. Nel 1950 contava 11.000 battezzati su 1.300.000 abitanti.

## Territorio
La diocesi comprende parte della provincia cinese dello Shanxi.
Sede vescovile è la città di Shuozhou (indicata un tempo come Shuoxian).

## Storia
La prefettura apostolica di Shohchow fu eretta il 12 luglio 1926 con il breve Cum Nobis di papa Pio XI, ricavandone il territorio dal vicariato apostolico di Taiyuanfu (oggi arcidiocesi di Taiyuan).
Il 17 giugno 1932 la prefettura apostolica fu elevata al rango di vicariato apostolico con il breve Cum Minister dello stesso papa Pio XI.
L'11 aprile 1946 il vicariato apostolico è stato elevato a diocesi (Shuozhou o Shuoxian) con la bolla Quotidie Nos di papa Pio XII.
L'8 luglio 1990 è stato ordinato vescovo "ufficiale" di Shuozhou Bonaventure Luo Juan. L'8 febbraio 2004 l'ottuagenario vescovo ha ordinato vescovo ausiliare il trentatreenne Ma Cunguo, senza l'autorizzazione delle autorità cinesi: ciò ha comportato l'assenza dei due vescovi co-consacranti richiesti consuetidinariamente dal diritto canonico per l'ordinazione episcopale. Monsignor Luo Juan è deceduto il 15 marzo 2007. Gli è succeduto il vescovo ausiliare Paolo Ma Cunguo, inizialmente riconosciuto solo dal Vaticano, e poi a partire dal 9 luglio 2020 anche dal governo cinese.

## Cronotassi dei vescovi
Si omettono i periodi di sede vacante non superiori ai 2 anni o non storicamente accertati.
- Edgar Anton Häring, O.F.M. † (13 luglio 1927 - 25 luglio 1971 deceduto)
  - Sede vacante
  - Bonaventure Luo Juan † (8 luglio 1990 consacrato - 15 marzo 2007 deceduto)
  - Paul Ma Cun-guo, succeduto il 15 marzo 2007 (riconosciuto dal governo cinese a partire dal 9 luglio 2020)[4]

## Statistiche
La diocesi nel 1950 su una popolazione di 1.300.000 persone contava 11.000 battezzati, corrispondenti allo 0,8% del totale.
| anno | popolazione | popolazione | popolazione | presbiteri | presbiteri | presbiteri | presbiteri                | diaconi | religiosi | religiosi | parrocchie |
| anno | battezzati  | totale      | %           | numero     | secolari   | regolari   | battezzati per presbitero | diaconi | uomini    | donne     | parrocchie |
| ---- | ----------- | ----------- | ----------- | ---------- | ---------- | ---------- | ------------------------- | ------- | --------- | --------- | ---------- |
| 1950 | 11.000      | 1.300.000   | 0,8         | 28         | 3          | 25         | 392                       |         |           | 10        | 20         |